# Pueblo abeas
El pueblo abeas, también conocido como abeasi o abease pertenece a la etnia guang (guam). Sus comunidades habitan la zona centro-norte de Ghana. En  el año 1892 sufrieron el ataque del pueblo asante que conquistó sus tierras y los sometió. Su economía se basa en la agricultura y la ganadería.

## Idioma
El pueblo abeas, forma parte de la familia lingüística guang  que según B. W. Ándah y J. Anquandah es predominante en Ghana y Costa de Marfil. La misma investigación señala que la lengua guang está relacionada con las familias kwa y bue-congo de la familia lingüística niger-congo. Semejanzas implícitas en estructura  y vocabulario que hacen de estos idiomas un elemento característico de la franja selvática de África Occidental que se extiende a lo largo de 1.600 km desde la desembocadura del río Níger hasta Liberia.

## Historia

África occidental en 1875

Se considera a los distintos pueblos de la etnia guan como proto-akan y los primeros pobladores del centro y norte de Ghana.
En el último cuarto del siglo XIX el reino asante era una de las potencias más importantes de los territorios del Golfo de Guinea. En el año 1888 el rey Prempeh I terminaba la guerra civil que había dividido a los asante. Las fuerzas coloniales de Francia, Alemania e Inglaterra se disputaban territorios y fundamentalmente el vasallaje de los reinos de la zona. Inglaterra le ofreció a los asante convertir su territorio en protectorado británico a cambio de favorecer su reino. El rey Prempeh I desechó la oferta y como muestra del poderío de su reino decidió atacar y someter algunos pueblos o pequeños estados vecinos. Fue así como en 1892 atacó y dominó a los Nkoransa, los Mo (Deg) y al pueblo abeas.
En 1896 las fuerzas coloniales británicas ocuparon el territorio del reino asante, pasando sus posesiones y pueblos asimilados o sometidos bajo jurisdicción del protectorado británico. De esa manera terminaban las llamadas guerras anglo-ashanti que violentaron la región a lo largo del siglo XIX.

## Sociedad
Practicaron con el resto de la cultura guang el comercio de marfil, kola, ganado, sal y esclavos en su zona de influencia. Destacaban por su cerámica vidriada.